# Pedro López de Alba
Pedro López de Alba (Córdoba, 1500) fue un médico español. Médico del emperador Carlos V, fundó el Colegio de la Asunción.

## Biografía

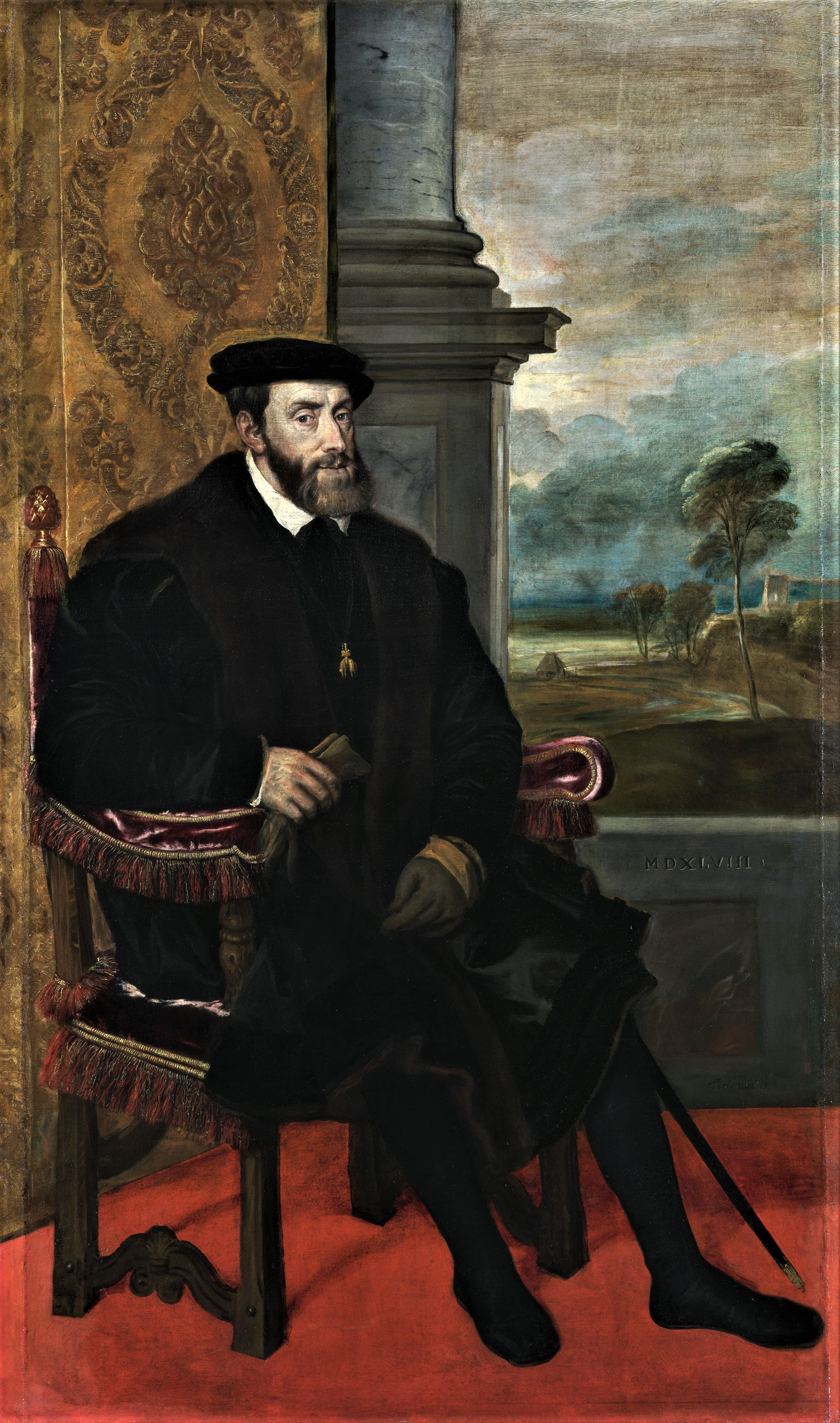
Retrato de Carlos V sentado por Tiziano (1548)

López de Alba impulsó a mitad del siglo XVI la construcción del Colegio de la Asunción, a requerimiento de san Juan de Ávila. El colegio fue erigido el 15 de agosto de 1577 por bula del papa Gregorio XIII con el objetivo de acoger a estudiantes con pocos recursos que quisieran dedicarse al sacerdocio. Desde un principio el colegio estuvo regido por padres jesuitas. Con la expulsión de la Compañía de Jesús, el colegio pasó a depender de un patronato Real y sus bienes acabaron en manos del Estado.
En 1792, por Real Cédula de 26 de marzo, el Gobierno dispone que el Colegio de Ntra. Sra. de la Asunción se incorpore a la Universidad de Sevilla. Dice así:

Por Real Cédula de 26 de marzo último ha venido el Rey en mandar que el Colegio de Ntra. Sra. de la Asunción de Córdoba se incorpore a la Universidad de Sevilla, para el solo efecto de que en ella se admitan e incorporen los cursos de Filosofía y Teología que se tengan en el mismo Colegio.

## Homenaje

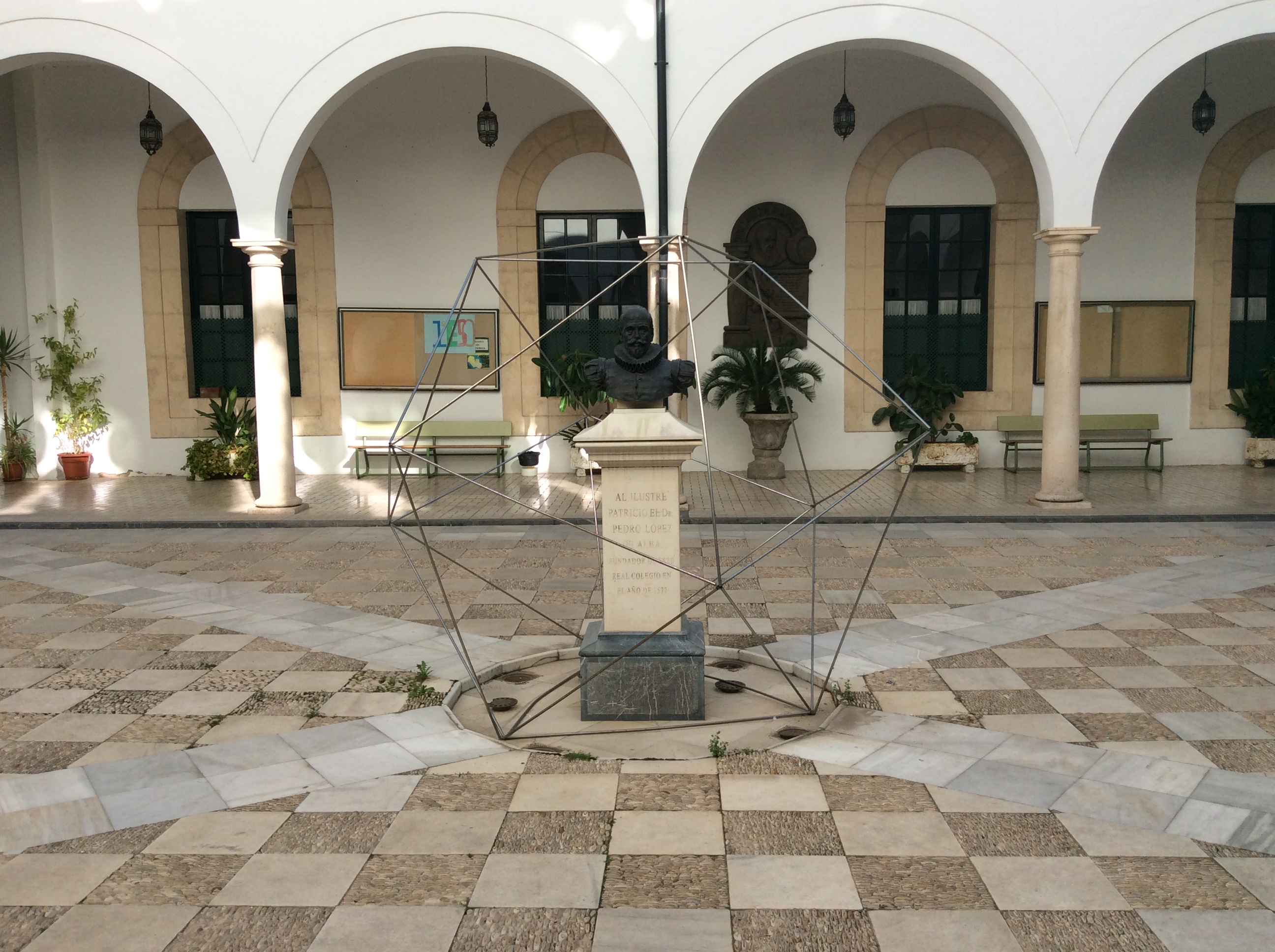
Busto de Pedro López de Alba, instalado en el patio de Columnas del Instituto Luis de Góngora de Córdoba (España)

El Instituto Luis de Góngora homenajeó a su fundador con la colocación de un busto en el patio central de su edificio. El busto, copia del original, fue realizado por el escultor Mateo Inurria y preside el patio de Columnas del antiguo rectorado de la Universidad de Córdoba, hoy edificio Pedro López de Alba.